# 卢炬甫
卢炬甫（1947年8月—2017年11月3日），男，湖北大冶人，中国天体物理学家，厦门大学教授，研究领域为黑洞吸积盘理论及其高能天体物理应用，包括活动星系核、X射线双星、伽玛射线暴等。曾任致公党中央委员、福建省委副主委，第九、十、十一届全国政协委员。

## 生平
1970年本科毕业于中国科学技术大学近代化学系。
1985年在意大利国际高等研究生院获博士学位，导师为马瑞克·阿图尔·阿布拉莫维奇。
1992年起在中国科学技术大学任教授。1993年起享受国务院政府特殊津贴。1998年，当选第九届全国政协委员，代表教育界。
2000年起在厦门大学任教授。2003年，当选第十届全国政协委员，代表教育界。2008年，当选第十一届全国政协委员，代表教育界，分入第四十二组。

## 学术研究
主持国家自然科学基金项目6项、教育部高校博士点基金项目项、中国科学院院长基金1项、参加国家科技部攀登计划项目2项、中国科学院知识创新工程项目1项。

## 社会兼职
曾担任中国天文学会恒星专业委员会副主任、中国引力相对论学会理事、国际天文学联合会会员，国家自然科学基金委员会数理科学部专家咨询委员会委员，国家科技部973计划咨询专家。　

## 荣誉
第一届中国青年科学家奖获奖者。
关于黑洞的研究成果被国外学者称为"卢和Abramowicz的唯一性定理"。